# إيستون (بنسلفانيا)
إيستون (بالإنجليزية: Easton city, Pennsylvania)، هي مدينة ومقر مقاطعة نورثهامبتون في ولاية بنسيلفانيا، الولايات المتحدة. بلغ عدد سكان المدينة 28,127 نسمة حسب تعداد عام 2020. تقع إيستون عند التقاء نهري ليهاي ودالاوير. وتمتد المدينة على جانبي نهر ليهاي إلى الغرب من نهر دالاوير، الذي يشكل الحدود الشرقية الجغرافية للمدينة مع مدينة فيليبسبرغ في ولاية نيوجيرسي.
تُعد إيستون المدينة الواقعة في أقصى الشرق ضمن منطقة وادي ليهاي، وهي منطقة تمتد على مساحة 731 ميلًا مربعًا (1,890 كيلومترًا مربعًا)، وتُعتبر ثالث أكبر منطقة حضرية في ولاية بنسيلفانيا، والمرتبة 68 على مستوى الولايات المتحدة، بعدد سكان بلغ 861,889 نسمة حسب تعداد عام 2020. ومن بين المدن الثلاث الرئيسية في الوادي – ألينتاون، وبيت لحم، وإيستون – تُعد إيستون الأصغر من حيث عدد السكان، إذ لا يتجاوز عدد سكانها ربع عدد سكان ألينتاون، وهي أكبر مدن المنطقة.
تشمل منطقة إيستون الكبرى مدينة إيستون ذاتها، بالإضافة إلى ثلاث بلدات: فوركس، وبالمر، وويليامز، وثلاث ضواحي: غليندون، وويست إيستون، وويلسون. ويقع ميدان سنتر سكوير، وهو الساحة الرئيسية للمدينة في وسطها، ضمن حيها التجاري، ويحتضن نصب الجنود والبحارة، وهو تذكار مخصص لتكريم الجنود من منطقة إيستون الذين قُتلوا خلال الحرب الأهلية الأمريكية. وفي النصف الأول من القرن العشرين، كان يُشار إلى سنتر سكوير محليًا باسم الدائرة (The Circle). كما يُنصب سنويًا هيكل يُعرف باسم شمعة السلام فوق نصب الحرب الأهلية خلال موسم عيد الميلاد، ثم يتم تفكيكه بعد انتهاء الموسم.
يمر خط ليهاي التابع لشركة سكك حديد نورفولك ساوذرن، والذي كان في السابق الخط الرئيسي لشركة سكك حديد وادي ليهاي، عبر مدينة إيستون في طريقه إلى بيت لحم وألينتاون، متجهًا غربًا عبر نهر دالاوير إلى مدينة فيليبسبرغ في نيوجيرسي. وتبعد إيستون حوالي 14 ميلًا (23 كيلومترًا) شمال شرق مدينة ألينتاون، و51 ميلًا (82 كيلومترًا) شمال مدينة فيلادلفيا، و64 ميلًا (103 كيلومترًا) غرب مدينة نيويورك.

## التركيبة السكانية
حدّد مكتب تعداد الولايات المتحدة بيانات التركيبة السكانية لإيستون في تعداد الولايات المتحدة. في ما يلي، التركيبة السكانية حسب تعدادي 2000 و2010.

### تعداد عام 2000
بلغ عدد سكان إيستون 26,263 نسمة بحسب تعداد عام 2000، وبلغ عدد الأسر 9,544 أسرة وعدد العائلات 5,738 عائلة مقيمة في المدينة. في حين سجلت الكثافة السكانية 2,086 نسمة لكل كيلومتر مربع (5,402.7/ميل2). وبلغ عدد الوحدات السكنية 10,545 وحدة بمتوسط كثافة قدره 837.6 لكل كيلومتر مربع (2,169.4/ميل2).
وتوزع التركيب العرقي للمدينة بنسبة 78.48% من البيض و12.71% من الأمريكيين الأفارقة و0.24% من الأمريكيين الأصليين و1.66% من الأمريكيين ذوي الأصول الآسيوية و0.11% من سكان جزر المحيط الهادئ و3.67% من الأعراق الأخرى و3.13% من عرقين مختلطين أو أكثر و9.79% من الهسبانيون أو اللاتينيون من أي عرق.
بلغ عدد الأسر 9,544 أسرة كانت نسبة 34% منها لديها أطفال تحت سن الثامنة عشر تعيش معهم، وبلغت نسبة الأزواج القاطنين مع بعضهم البعض 37.7% من أصل المجموع الكلي للأسر، ونسبة 16.6% من الأسر كان لديها معيلات من الإناث دون وجود شريك، بينما كانت نسبة 5.8% من الأسر لديها معيلون من الذكور دون وجود شريكة وكانت نسبة 39.9% من غير العائلات. تألفت نسبة 31.6% من أصل جميع الأسر من عدة أفراد يعيشون في نفس المنزل ونسبة 11% كانت تتألف من شخص يعيش بمفرده يبلغ من العمر 65 عاماً أو أكثر. وبلغ متوسط حجم الأسرة المعيشية 2.46، أما متوسط حجم العائلات فبلغ 3.10.
بلغ العمر الوسطي للسكان 32.0 عاماً. وكانت نسبة 23.1% من القاطنين تحت سن الثامنة عشر، وكانت نسبة 9.1% بين الثامنة عشر والرابعة والعشرين عاماً، ونسبة 28.3% كانت واقعةً في الفئة العمرية ما بين الخامسة والعشرين والرابعة والأربعين عاماً، ونسبة 18.3% كانت ما بين الخامسة والأربعين والرابعة والستين، ونسبة 10.7% كانت ضمن فئة الخامسة والستين عاماً فما فوق. يوجد لكل 100 أنثى 94.1 ذكر، ويوجد لكل 100 أنثى في الثامنة عشر من عمرها فما فوق 91.6 ذكر.
بلغ متوسط دخل الأسرة في المدينة 33,162 دولارًا، أما متوسط دخل العائلة فبلغ 38,704 دولارًا. وكان متوسط دخل الذكور 32,356 دولارًا مقابل 23,609 دولارًا للإناث. وسجل دخل الفرد الخاص بالمدينة 15,949 دولارًا. وكانت نسبة 12.3% من العائلات ونسبة 16% من السكان تحت خط الفقر، وكان من هؤلاء نسبة 22.3% تحت سن الثامنة عشر ونسبة 11.2% في الخامسة والستين من العمر وما فوق.

### تعداد عام 2010
بلغ عدد سكان إيستون 26,800 نسمة بحسب تعداد عام 2010، وبلغ عدد الأسر 9,307 أسرة وعدد العائلات 5,569 عائلة مقيمة في المدينة. في حين سجلت الكثافة السكانية 2,128.7 نسمة لكل كيلومتر مربع (5,513.3/ميل2). وبلغ عدد الوحدات السكنية 10,356 وحدة بمتوسط كثافة قدره 822.6 لكل كيلومتر مربع (2,130.5/ميل2).
وتوزع التركيب العرقي للمدينة بنسبة 67.15% من البيض و16.81% من الأمريكيين الأفارقة و0.40% من الأمريكيين الأصليين و2.38% من الأمريكيين ذوي الأصول الآسيوية و0.10% من سكان جزر المحيط الهادئ و8.27% من الأعراق الأخرى و4.88% من عرقين مختلطين أو أكثر و19.89% من الهسبانيون أو اللاتينيون من أي عرق.
بلغ عدد الأسر 9,307 أسرة كانت نسبة 34% منها لديها أطفال تحت سن الثامنة عشر تعيش معهم، وبلغت نسبة الأزواج القاطنين مع بعضهم البعض 34.3% من أصل المجموع الكلي للأسر، ونسبة 18.8% من الأسر كان لديها معيلات من الإناث دون وجود شريك، بينما كانت نسبة 6.7% من الأسر لديها معيلون من الذكور دون وجود شريكة وكانت نسبة 40.2% من غير العائلات. تألفت نسبة 30.9% من أصل جميع الأسر من عدة أفراد يعيشون في نفس المنزل ونسبة 9.7% كانت تتألف من شخص يعيش بمفرده يبلغ من العمر 65 عاماً أو أكثر. وبلغ متوسط حجم الأسرة المعيشية 2.55، أما متوسط حجم العائلات فبلغ 3.20.
بلغ العمر الوسطي للسكان 31.9 عاماً. وكانت نسبة 22.4% من القاطنين تحت سن الثامنة عشر، وكانت نسبة 17.6% بين الثامنة عشر والرابعة والعشرين عاماً، ونسبة 26.8% كانت واقعةً في الفئة العمرية ما بين الخامسة والعشرين والرابعة والأربعين عاماً، ونسبة 22.9% كانت ما بين الخامسة والأربعين والرابعة والستين، ونسبة 10.3% كانت ضمن فئة الخامسة والستين عاماً فما فوق. وتوزع التركيب الجنسي للسكان بنسبة 50.4% ذكور و49.6% إناث.

## وصلات خارجية
- الموقع الرسمي